# Península de Masoala
A península de Masoala é uma península da região nordeste de Madagáscar. Localizada na província de Antsiranana (em Sava), Masoala é uma das maiores regiões remanescentes de floresta tropical primária do país, sendo declarada área protegida em 1997, com ajuda da Wildlife Conservation Society; contendo o Parque Nacional de Masoala, com 2.300 km² de florestas e abrangendo a ilha Nosy Mangabe (com 5,2 km²), localizada no norte da baía de Antongil, no nordeste de Analanjirofo.
Estas áreas protegidas, contendo estuários, manguezais, costões rochosos e recifes de coral, também incluem 100 km² de parques marinhos, na maior extensão de habitat costeiro intocado e contínuo deste país. O maior deles está localizado no extremo sul da península de Masoala, onde se encontra a pequena ilha Nosy Behento. Localizado no extremo sul da península, ainda se encontra um antigo e abandonado farol, construído durante a ocupação francesa.

## Exemplares da fauna de Masoala

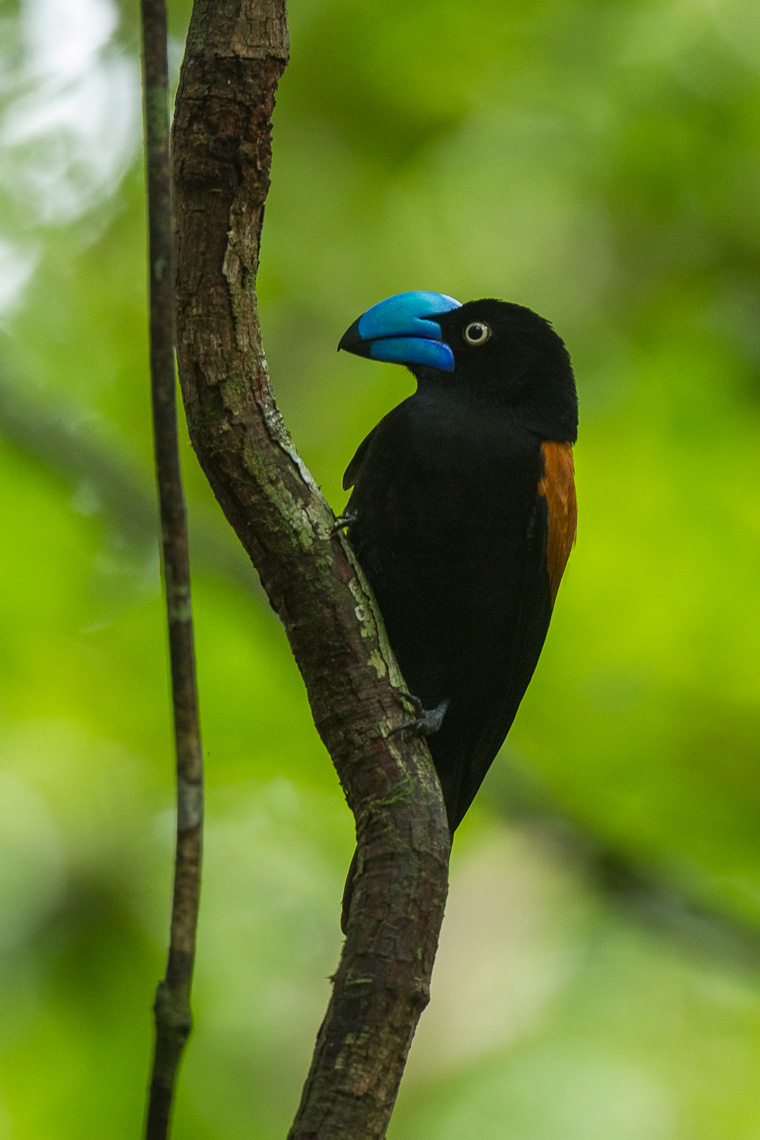
O pássaro vanga-de-prévost (Euryceros prevostii).
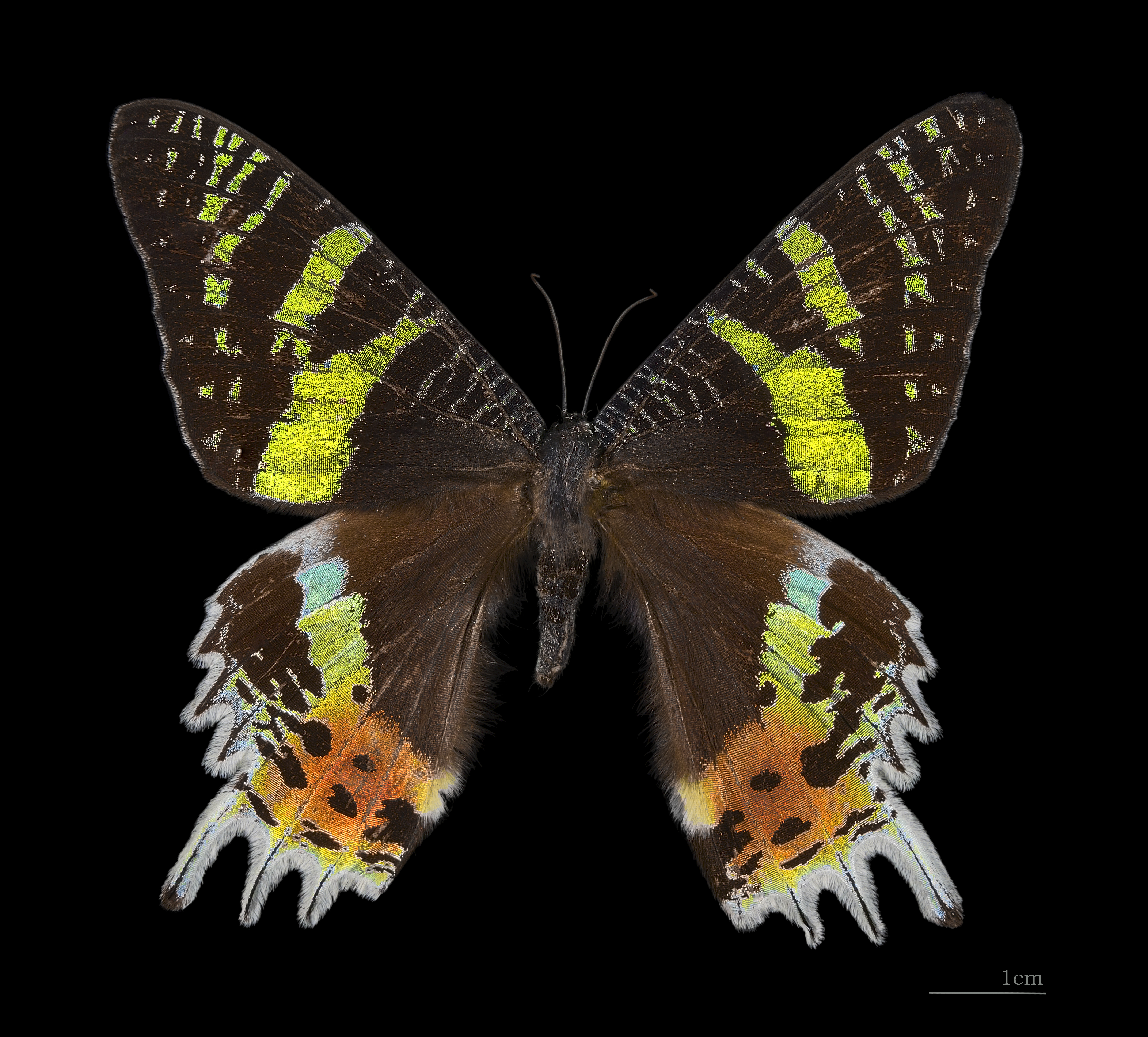
Mariposa diurna Chrysiridia rhipheus.
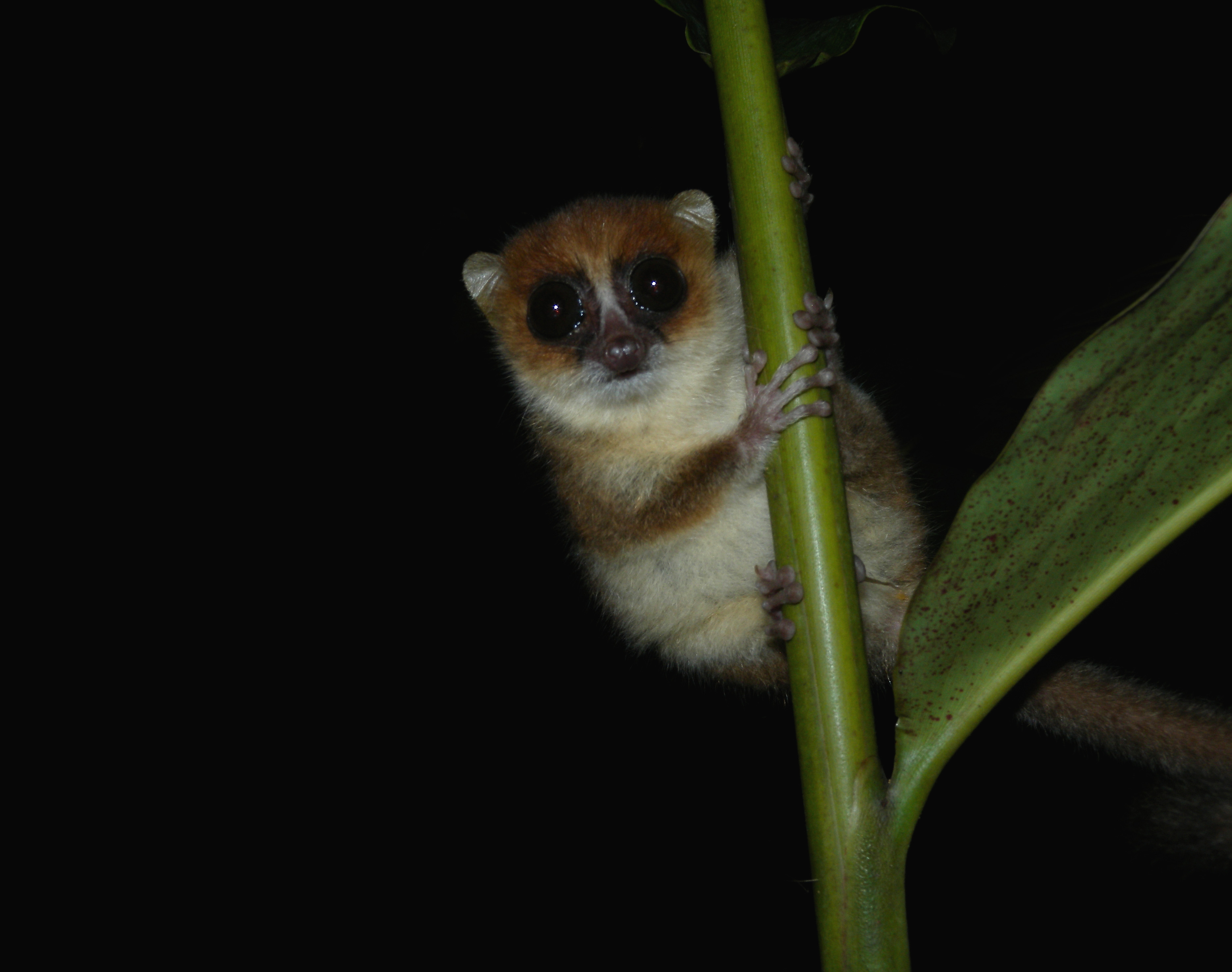
Fotografia do lêmure Microcebus rufus, na ilha Nosy Mangabe.
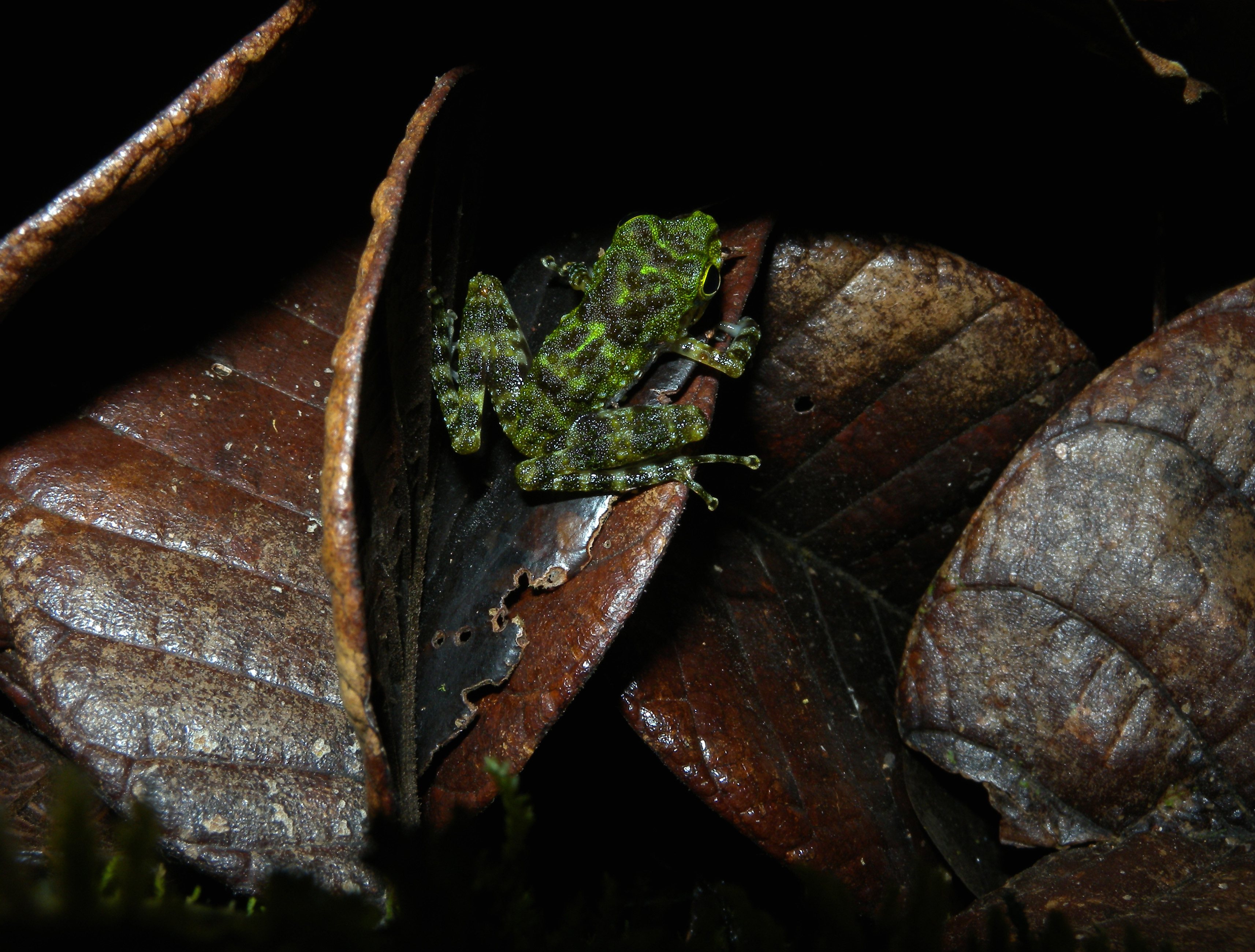
O anfíbio Gephyromantis webbi, no parque e em Nosy Mangabe.
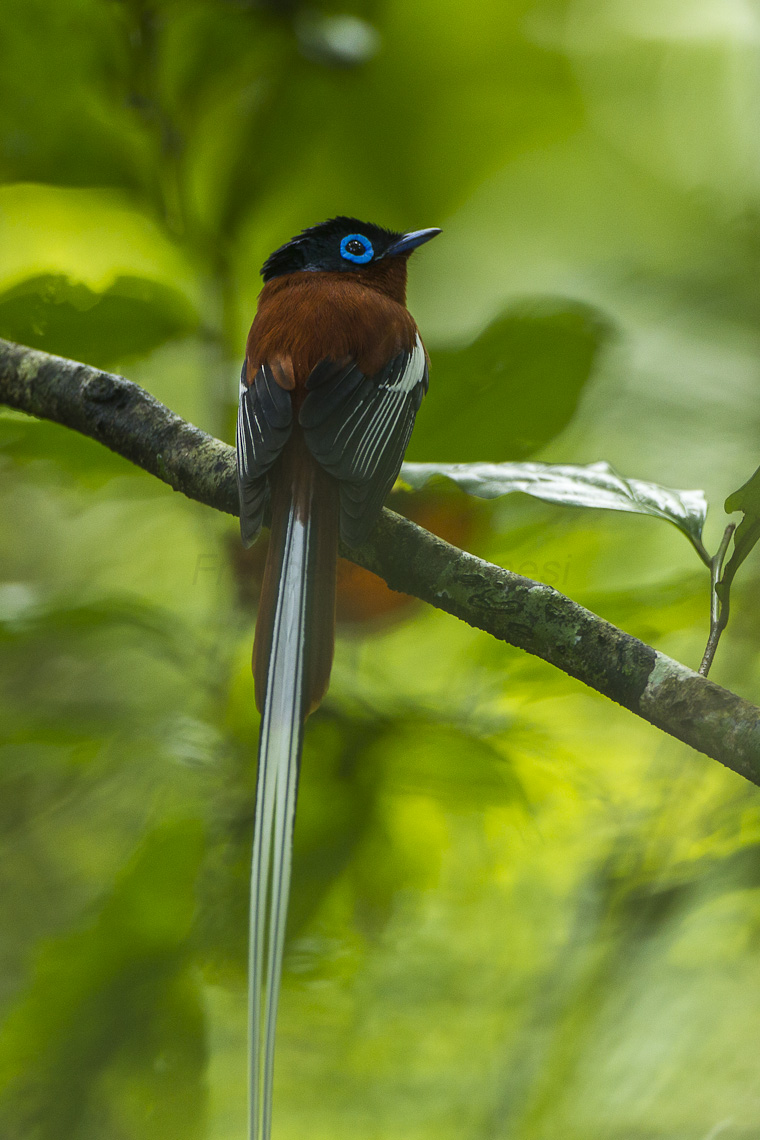
O pássaro Terpsiphone mutata.